# Marcelo Castañón
Marcelo Castañón Quiroz (28 de mayo de 1973) es un guionista y cineasta chileno reconocido por escribir la exitosa telenovela Soltera otra vez de Canal 13.

## Biografía
Comenzó en el mundo de las telenovelas trabajando como asistente de guiones en teleseries como Machos, Hippie, Brujas, Descarado, Lola y Feroz. También incursionó en las series siendo parte del proceso de escritura de la aclamada serie Los 80, participando en el desarrollo de la segunda y tercera temporada.
Castañón saboreó el éxito propio el 2012 con la teleserie nocturna Soltera Otra Vez, inspirada libremente en la serie argentina Ciega a Citas. Con su equipo de libretistas compuesto por Daniella Lillo, Patricio Heim y Bárbara Zemelman lograron convertir la comedia romántica protagonizada por la actriz Paz Bascuñán en un verdadero fenómeno de audiencia y de redes sociales. Contó con personajes cómicos y bien delineados y con un formato audiovisual que la diferenciaba de una telenovela convencional y la acercaba mucho más a una serie. Fue tanto el éxito que, aparte de quedar inscritos en la historia de las teleseries chilenas personajes como "La Cristina", "La Sussy", "El pelao Monroy", "La flexible", "El turco" y "El monito", tuvo una segunda temporada, estrenada a mediados del 2013. Aunque en esta oportunidad, la segunda parte no logró causar el mismo efecto en sintonía ni en crítica que la vez anterior, se supo dejar a Soltera Otra Vez como una de las teleseries más exitosas del último tiempo.
Ese mismo año, 2013, Canal 13 compra los derechos para adaptar la serial trasandina El hombre de tu vida, protagonizada en Argentina por el actor cómico Guillermo Francella y producida por el destacado cineasta Juan José Campanella. Castañón tuvo la tarea de realizar una versión de acuerdo a la idiosincrasia chilena que corrió con Boris Quercia, actor, director y cineasta, como el protagonista de la historia. Si bien, la serie no cosechó un éxito en índice de audiencia, si obtuvo críticas aceptables y contó con destacadas actuaciones de actores invitados por episodio. A pesar de haberse grabado una segunda temporada, esta hasta la fecha todavía no se estrena, desde que finalizó El Hombre de tu Vida, a comienzos del 2014.
Es el 2014, año en que Marcelo Castañón deja Canal 13 luego de 11 años de trabajo y emigra al Área Dramática de TVN.

## Teleseries

### Historias originales
- Soltera Otra Vez (2012)
- Soltera Otra Vez 2 (2013-2014)
- Dime quién fue (2017)

### Adaptaciones
- Lola (2007-2008)
- El Hombre de tu Vida (2013-2014)

### Colaboraciones
- Machos (2003)
- Hippie (2004)
- Brujas (2005)
- Descarado (2006)
- Los 80 (2009-2010)
- Feroz (2010)
- Un diablo con ángel (2017)
- Amor a la Catalán (2019)